# Тодор Барзов
Тодор Иванов Барзов-Барзата е бивш български футболист, полузащитник, национал. Дядо е на футболиста на ЦСКА Георги Йомов.

## Кратка спортна биография
Роден е на 21 февруари 1953 г. в Долна Митрополия.
Играл е за Спартак (Плевен) (1971 – 1976), Левски (София) (1976 – 1982), гръцките Докса (Драма) (1982 – 1984) и Паниониос (Атина) (1984 – 1986) и в Кипър (1986 – 1988).
На 18 години става капитан на Спартак (Пл). Има 271 мача и 46 гола в А група (148 мача с 21 гола за Левски и 123 мача с 25 гола за Спартак Пл). Шампион и носител на Купата на Съветската армия с Левски през 1977 и 1979 г. Има 18 мача и 2 гола за А националния отбор.
За Левски има 21 мача и 1 гол в евротурнирите (5 мача за КЕШ, 6 мача за КНК и 10 мача с 1 гол за купата на УЕФА). В Гърция вкарва 11 дузпи подред за Докса, с което поставя рекорд. В един мач с екипа на Паниониос отбелязва 2 гола срещу Олимпиакос. Бизнесмен.